# Belgrandiella wawrai
Belgrandiella wawrai је пуж из реда Littorinimorpha и фамилије Hydrobiidae. 

## Угроженост
Ова врста је крајње угрожена и у великој опасности од изумирања.

## Распрострањење
Ареал врсте је ограничен на једну државу. 
Аустрија је једино познато природно станиште врсте.

## Станиште
Станиште врсте су слатководна подручја. 